# 常陸牛

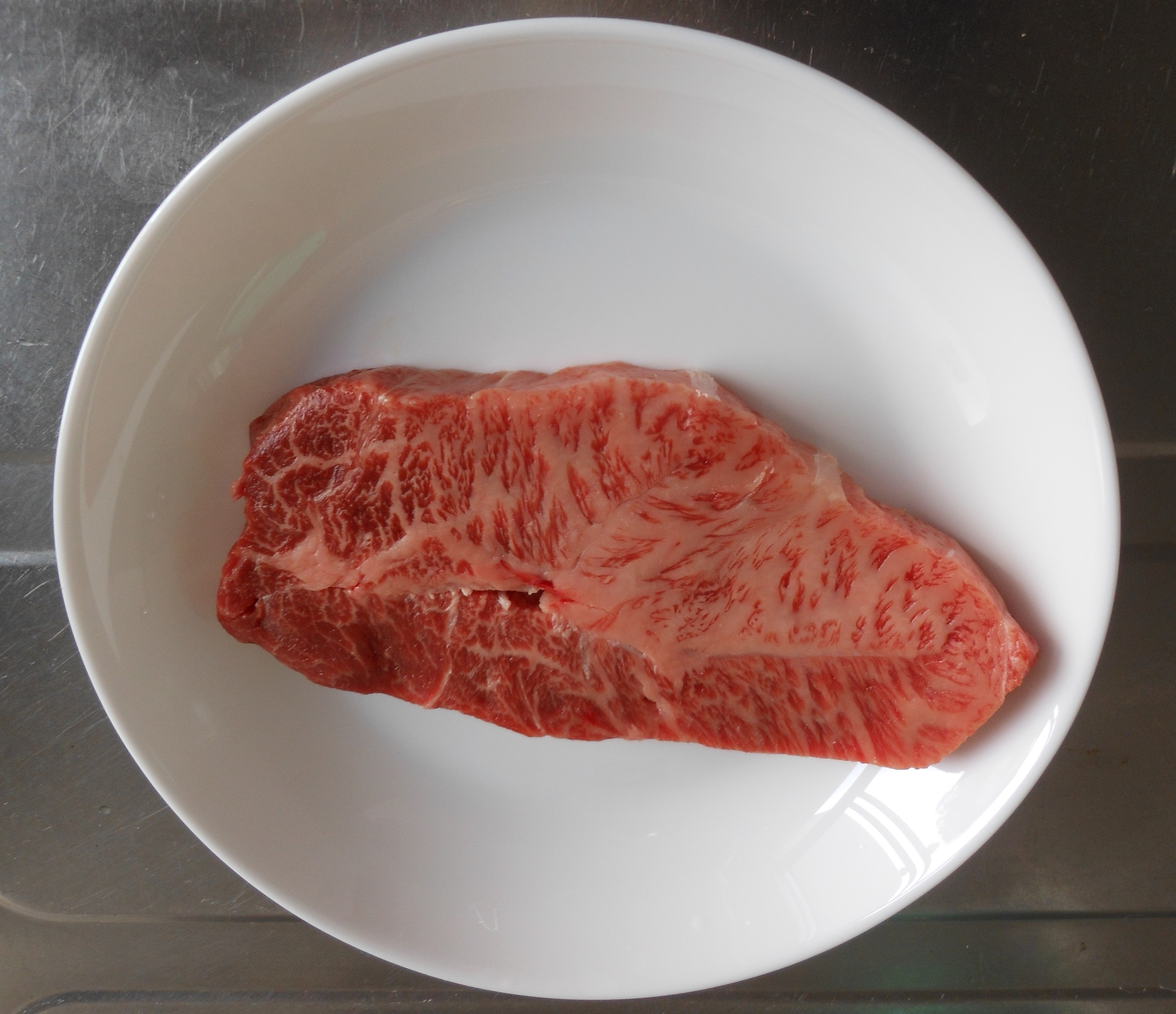
常陸牛のステーキ肉。部位はミスジ。

常陸牛（ひたちぎゅう、ひたちうし）は、茨城県で指定された生産者が飼育した黒毛和種の牛のうち、日本食肉格付協会枝肉取引規格において歩留等級AまたはB、肉質等級4以上に格付けされた牛肉の銘柄である。常陸牛の呼び名は通常「ひたちぎゅう」であるが、以前は「ひたちうし」と呼ばれていた頃もあり、昔から常陸牛を知る人は「ひたちうし」と呼ぶ。商標登録の呼称では、「ひたちぎゅう」と「ひたちうし」のどちらも登録されている（登録番号：第2055050号、権利者：全国農業協同組合連合会（全農）、登録日：1988年6月24日）。

## 歴史
天保3年12月（グレゴリオ暦：1833年1月 - 2月）の記録に徳川斉昭が桜野牧（現・水戸市見川町）を設置し黒牛の飼育を開始したとある。高度経済成長期の茨城県の和牛生産者は自らウシを飼育しながら家畜商を兼ねていたが、思うような売り上げがなく、厳しい経営環境にあった。1976年（昭和51年）7月、茨城県産牛銘柄確立推進協議会が発足し、茨城県産の優秀な黒毛和種を「常陸牛」と命名し、翌1977年（昭和52年）には茨城県庁・生産団体・食肉事業連・指導機関が中心となり茨城県常陸牛振興協会を設立、「常陸牛」としてブランドの統一を目指した。
当初は主に県北地域で飼育されていたが、その後県内各地に広がった。近年求められている牛肉に対する安全性確保とブランド力向上のため、2005年11月より東京都中央卸売市場など3市場で取引される常陸牛については、茨城県常陸牛振興協会の産地証明書が発行されている。東日本大震災以降、福島第一原子力発電所事故の影響や景気低迷を受け、売り上げが低迷していたが、2013年（平成25年）度は8,000頭超を販売し回復し始めた。2014年（平成26年）10月にはベトナムへの輸出が正式に決定し、その後タイへも輸出されるようになった。

## 特徴
ほどよく脂身が入った赤身を特徴とする。指定生産農家による生産、生後30か月以上の飼育を目安とする、肉質等級4等以上、黒毛和種に限る、など厳しい条件をクリアした牛肉のみが常陸牛を名乗ることができる。2016年（平成28年）10月現在、指定農家数は173戸あり、販売指定店・推奨店は527店ある。
|             |   | 歩留等級 | 歩留等級 | 歩留等級 |
| A           | B | C        |          |          |
| ----------- | - | -------- | -------- | -------- |
| 肉 質 等 級 | 5 | 常陸牛   | 常陸牛   |          |
| 肉 質 等 級 | 4 | 常陸牛   | 常陸牛   |          |
| 肉 質 等 級 | 3 |          |          |          |
| 肉 質 等 級 | 2 |          |          |          |
| 肉 質 等 級 | 1 |          |          |          |

## 飼育
常陸牛は肉専用種の黒毛和牛で、指定された生産者が子牛を20ヶ月から25ヶ月間（生後月齢30ヶ月から35ヶ月）飼育する。飼料には大麦、小麦、とうもろこし、大豆、乾牧草、稲わらを使用する。子牛の育成期には運動を充分行い骨格を作り上げ、逆に飼育の後半には運動し過ぎないよう1頭または数頭ずつに分けて管理する。